# Bruno Le Roux

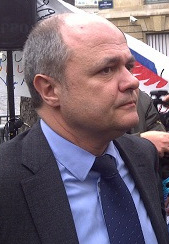
Bruno Le Roux (2012)

Bruno Le Roux (* 2. Mai 1965 in Gennevilliers) ist ein französischer Politiker der Parti socialiste.
Le Roux war Vorsitzender der Sozialistischen Fraktion (Groupe socialiste, auch unter anderen Namen bekannt) in der französischen Nationalversammlung. Am 6. Dezember 2016 wurde er zum französischen Innenminister ernannt – als Nachfolger des bisherigen Amtsinhabers Bernard Cazeneuve. Am 21. März 2017 trat Le Roux vom Amt des Innenministers zurück, nachdem die Pariser Finanzstaatsanwaltschaft Ermittlungen gegen ihn wegen des Verdachts der Scheinbeschäftigung seiner Töchter eingeleitet hatte.
Le Roux gehört zu den 89 Personen aus der Europäischen Union, gegen die Moskau im Mai 2015 in Zusammenhang mit der Annexion der Krim durch Russland  ein Einreiseverbot verhängt hat.